# Rudgea discolor
Rudgea discolor är en måreväxtart som beskrevs av George Bentham. Rudgea discolor ingår i släktet Rudgea och familjen måreväxter. Inga underarter finns listade i Catalogue of Life.